# Tereza Kmochová
Tereza Kmochová (26 settembre 1990) è una sciatrice alpina ceca.

## Biografia
Attiva in gare FIS dal dicembre del 2005, la Kmochová è affetta da sordità e ha preso parte ai Giochi olimpici invernali silenziosi del 2007, dove ha vinto la medaglia d'oro nella discesa libera e nello slalom gigante, quella d'argento nello slalom speciale e nella combinata e quella di bronzo nel supergigante. Ha esordito in Coppa Europa il 19 gennaio 2009 a Courchevel in slalom gigante e in Coppa del Mondo il 6 marzo dello stesso anno a Ofterschwang nella medesima specialità, in entrambi i casi senza completare la prova.
Ha debuttato ai Campionati mondiali a Garmisch-Partenkirchen 2011, dove non ha completato lo slalom gigante; ai Giochi olimpici invernali silenziosi 2015 ha vinto la medaglia d'oro in tutte e cinque le specialità dello sci alpino e ai Mondiali di Sankt Moritz 2017 è stata 43ª nello slalom gigante. È inattiva dal marzo del 2023.

## Palmarès

### Giochi olimpici invernali silenziosi
- 10 medaglie:
  - 7 ori (discesa libera, slalom gigante a Salt Lake City 2007; discesa libera, supergigante, slalom gigante, slalom speciale, supercombinata a Chanty-Mansijsk/Magnitogorsk 2015)
  - 2 argenti (slalom speciale, combinata a Salt Lake City 2007)
  - 1 bronzo (supergigante a Salt Lake City 2007)

### Australia New Zealand Cup
- Miglior piazzamento in classifica generale: 3ª nel 2009
- 4 podi:
  - 2 secondi posti
  - 2 terzi posti

### Campionati cechi
- 16 medaglie:
  - 5 ori (slalom speciale nel 2019; supergigante, combinata nel 2020; supergigante, combinata nel 2022)
  - 4 argenti (slalom speciale nel 2014; slalom gigante nel 2016; slalom speciale nel 2017; supergigante nel 2021)
  - 7 bronzi (supercombinata nel 2010; slalom speciale nel 2018; slalom gigante, combinata nel 2019; slalom gigante, slalom speciale nel 2021; slalom gigante nel 2022)